# Fußball-Asienmeisterschaft 1980/Qualifikation
Die Qualifikation zur Asienmeisterschaft 1980 in Kuwait wurde zwischen Dezember 1978 und Mai 1979 ausgetragen. Die Gruppensieger und Gruppenzweiten qualifizierten sich für das Endrundenturnier. Gastgeber Kuwait und Titelverteidiger Iran waren für die Endrunde gesetzt. 

Qualifiziert für die Endrunde:
| Gruppe 1 | Gruppe 2    | Gruppe 3  | Gruppe 4 | gesetzt                 |
| Syrien   | Katar       | Nordkorea | Südkorea | Iran (Titelverteidiger) |
| VAE      | Bangladesch | Malaysia  | China    | Kuwait (Gastgeber)      |

## Gruppe 1
Turnier in Abu Dhabi, VA Emirate
| Pl. | Land    | Sp.        | S          | U          | N          | Tore       | Diff.      | Punkte     |
| --- | ------- | ---------- | ---------- | ---------- | ---------- | ---------- | ---------- | ---------- |
| 1.  | Syrien  | 2          | 1          | 1          | 0          | 001:000    | +1         | 03:10      |
| 2.  | VAE     | 2          | 0          | 2          | 0          | 000:000    | ±0         | 02:20      |
| 3.  | Libanon | 3          | 0          | 1          | 2          | 000:100    | −1         | 01:50      |
| 4.  | Bahrain | zog zurück | zog zurück | zog zurück | zog zurück | zog zurück | zog zurück | zog zurück |

Spielergebnisse
| 11. Jan. 1979 | VA Emirate | – | Libanon | 0:0 |
| 11. Jan. 1979 | Syrien     | – | Bahrain | 1:0 |
| 13. Jan. 1979 | VA Emirate | – | Syrien  | 0:0 |

- Bahrain zog sich nach dem ersten Spiel zurück.

## Gruppe 2
Turnier in Dhaka, Bangladesch
| Pl. | Land        | Sp. | S | U | N | Tore    | Diff. | Punkte |
| --- | ----------- | --- | - | - | - | ------- | ----- | ------ |
| 1.  | Katar       | 4   | 3 | 1 | 0 | 010:200 | +8    | 07:10  |
| 2.  | Bangladesch | 4   | 2 | 0 | 2 | 007:800 | −1    | 04:40  |
| 3.  | Afghanistan | 4   | 0 | 1 | 3 | 004:110 | −7    | 01:70  |

Spielergebnisse
| 10. Jan. 1979 | Bangladesch | – | Katar       | 1:1 |
| 11. Jan. 1979 | Katar       | – | Afghanistan | 3:0 |
| 12. Jan. 1979 | Bangladesch | – | Afghanistan | 2:2 |

## Gruppe 3
Turnier in Bangkok, Thailand
Gruppe A
| Pl. | Land       | Sp. | S | U | N | Tore    | Diff. | Punkte |
| --- | ---------- | --- | - | - | - | ------- | ----- | ------ |
| 1.  | Malaysia   | 2   | 1 | 1 | 0 | 005:200 | +3    | 03:10  |
| 2.  | Nordkorea  | 2   | 1 | 1 | 0 | 004:200 | +2    | 03:10  |
| 3.  | Indonesien | 2   | 0 | 0 | 2 | 002:700 | −5    | 0:40   |

Spielergebnisse
| 5. Mai 1979 | Malaysia  | – | Indonesien | 4:1 |
| 7. Mai 1979 | Nordkorea | – | Indonesien | 3:1 |

Gruppe B
| Pl. | Land      | Sp. | S | U | N | Tore    | Diff. | Punkte |
| --- | --------- | --- | - | - | - | ------- | ----- | ------ |
| 1.  | Thailand  | 3   | 3 | 0 | 0 | 009:000 | +9    | 06:0   |
| 2.  | Hongkong  | 3   | 2 | 0 | 1 | 008:200 | +6    | 04:20  |
| 3.  | Sri Lanka | 3   | 1 | 0 | 2 | 004:900 | −5    | 02:40  |
| 4.  | Singapur  | 3   | 0 | 0 | 3 | 001:110 | −10   | 0:60   |

Spielergebnisse
| 4. Mai 1979 | Hongkong | – | Singapur  | 3:1 |
| 4. Mai 1979 | Thailand | – | Sri Lanka | 4:0 |
| 6. Mai 1979 | Hongkong | – | Sri Lanka | 5:0 |

Halbfinale
| Datum        |          | Ergebnis        |           |
| ------------ | -------- | --------------- | --------- |
| 11. Mai 1979 | Malaysia | 0:0 (5:4 i. E.) | Hongkong  |
| 12. Mai 1979 | Thailand | 0:1             | Nordkorea |

um Platz 3
| Datum        |          | Ergebnis |          |
| ------------ | -------- | -------- | -------- |
| 14. Mai 1979 | Thailand | 1:2      | Hongkong |

Finale
| Datum        |           | Ergebnis |          |
| ------------ | --------- | -------- | -------- |
| 14. Mai 1979 | Nordkorea | 1:0      | Malaysia |

## Gruppe 4
Turnier in Manila, Philippinen
| Pl. | Land        | Sp. | S | U | N | Tore    | Diff. | Punkte |
| --- | ----------- | --- | - | - | - | ------- | ----- | ------ |
| 1.  | Südkorea    | 3   | 3 | 0 | 0 | 010:100 | +9    | 06:0   |
| 2.  | China       | 3   | 2 | 0 | 1 | 005:200 | +3    | 04:20  |
| 3.  | Macau       | 3   | 1 | 0 | 2 | 004:700 | −3    | 02:40  |
| 4.  | Philippinen | 3   | 0 | 0 | 3 | 001:100 | −9    | 0:60   |

Spielergebnisse
| 25. Dez. 1978 | Südkorea    | – | Macau    | 4:1 |
| 25. Dez. 1978 | Philippinen | – | China    | 0:3 |
| 27. Dez. 1978 | Philippinen | – | Südkorea | 0:5 |